# Juegos Ecuestres Mundiales de 1994
Los II Juegos Ecuestres Mundiales se celebraron en La Haya (Países Bajos) entre el 27 de julio y el 7 de agosto de 1994 bajo la organización de la Federación Ecuestre Internacional (FEI) y la Real Federación Neerlandesa de Hípica. 
Las competiciones se efectuaron en el Estadio Zuiderpark de la ciudad holandesa; las pruebas de raid y de campo a través fueron realizadas en un circuito por los bosques y campos colindantes de la ciudad. 
El campeonato contó con la asistencia de 456 jinetes de 37 países afiliados a la FEI, que participaron en 6 deportes ecuestres: doma, concurso completo, salto de obstáculos, raid o carrera de larga distancia, volteo y enganches; 13 pruebas fueron disputadas en total.

## Medallistas
| Evento                          | Oro | Plata | Bronce |
| ------------------------------- | --- | --- | --- |
| Doma clásica individual         | Isabell Werth · (Gigolo) · Alemania · 1605 | Nicole Uphoff · (Rembrandt Borbet) · Alemania · 1592 | Sven Rothenberger · (Dondolo) · Países Bajos · 1495                                                                                                   |
| Doma estilo libre individual    | Anky van Grunsven · (Bonfire) · Países Bajos · 83,08 pts.                                                                                      | Klaus Balkenhol · (Goldstern) · Alemania · 82,40 pts.                                                                                                   | Karin Rehbein · (Donerhall) · Alemania · 77,07 pts.                                                                                                   |
| Doma por equipos                | Nicole Uphoff · (Rembrandt Borbet) · Isabell Werth · (Gigolo) · Klaus Balkenhol · (Goldstern) · Karin Rehbein · (Donnerhall) · Alemania · 5269 | Anky van Grunsven · (Bonfire) · Sven Rothenberger · (Dondolo) · Ellen Bontje · (Heuriger) · Países Bajos · 5196                                         | Kathleen Raine (Avontuur) Robert Dover (Devereaux) Gary Rockwell (Suna) Carol Lavell (Gifted) Estados Unidos 4787                                     |
| Salto de obstáculos individual  | Franke Sloothaak · (Weihaiwej) · Alemania · 0                                                                                                  | Michel Robert (Miss San Patrignano) Francia 0,5 | Sören von Rönne · (Taggi) · Alemania · 4 |
| Salto de obstáculos por equipos | Franke Sloothaak · (Weihaiwej) · Sören von Rönne · (Taggi) · Dirk Hafemeister · (Priamos) · Ludger Beerbaum · (Ratina Z) · Alemania · 16,88    | Michel Robert (Miss San Patrignano) Roger-Yves Bost (Souviens Toi III) Éric Navet (Waiti Quito de Baussy) Philippe Rozier (Baiko Rocco V) Francia 31,63 | Markus Fuchs · (Goldlights Interpane) · Thomas Fuchs · (Major AC Folien) · Stefan Lauber · (Lugana II) · Lesley McNaught · (Pirol IV) · Suiza · 45,69 |
| Concurso completo individual    | Vaughn Jefferis (Bounce) Nueva Zelanda 55,60                                                                                                   | Dorothy Trapp (Holokai) Estados Unidos 56,80 | Karen Dixon (Get Smart) Reino Unido 60,80 |
| Concurso completo por equipos   | Karen Dixon (Get Smart) Mary Thomson (King William) Charlotte Bathe (The Cool Customer) Kristina Gifford (General Jock) Reino Unido 198,80     | Jean-Lou Bigot (Twist la Beige) Jean Teulère (Rodosto) Marie-Christine Duroy (Summer Song) Francia 213,20                                               | Bettina Overesch · (Watermill Stream) · Cord Mysegages · (Ricardo) · Ralf Ehrenbrink · (Kildare) · Alemania · 279,60                                  |
| Enganches individual            | Michael Freund · Alemania · 122,5 | George Bowman Reino Unido 125,8 | IJsbrand Chardon · Países Bajos · 127,6 |
| Enganches por equipos           | Christoph Sandmann · Michael Freund · Hansjörg Hammann · Alemania · 256,6                                                                      | Felix Brasseur · Eddy van Dijk · Valère Standaert · Bélgica · 271,4                                                                                     | IJsbrand Chardon · Ad Aarts · Harry de Ruiter · Países Bajos · 283,4                                                                                  |
| Volteo individual masculino     | Thomas Fisbæk (Hamlet) Dinamarca 9,391 | Christoph Lensing · (Aladin) · Alemania · 9,332 | Thomas Föcking · (Aladin) · Alemania · 9,252 |
| Volteo individual femenino      | Tanja Benedetto · (Zarewitsch) · Alemania · 9,344                                                                                              | Kerith Lemon (Maxwell 8) Estados Unidos 9,086 | Mieke Lorentz · (Falun) · Alemania · 9,078 |
| Volteo por equipos              | Suiza · (Casanova V) · 8,434 | Alemania · (Rodeo) · 8,285 | Suecia · (Picasso) · 7,687 |
| Raid individual                 | Danielle Kanavy (Pieraz) Estados Unidos 601,93                                                                                                 | Dennis Pesce (Melfenik) Francia 607,85 | Stéphane Fleury (Roc'H) Francia 626,58 |
| Raid por equipos                | Stéphane Fleury (Roc'H) Martine Jollivet (Lizazat) Jacques David (Nelson) Francia 1915,85                                                      | Miquel Vila Ubach · (Bajeque) · Francisco Cobos · (Bruja) · Augusta Albarrán · (Colores) · España · 2119,71                                             | Christine Forrester (Mandala Galactic) Melonie de Jong (Vet School) Barbara Timms (Kildara Sharina) Australia 2126,02                                 |

## Medallero
| Núm. | País           | Oro | Plata | Bronce | Total |
| ---- | -------------- | --- | ----- | ------ | ----- |
| 1    | Alemania       | 7   | 4     | 5      | 16    |
| 2    | Francia        | 1   | 4     | 1      | 6     |
| 3    | Estados Unidos | 1   | 2     | 1      | 4     |
| 4    | Países Bajos   | 1   | 1     | 3      | 5     |
| 5    | Reino Unido    | 1   | 1     | 1      | 3     |
| 6    | Suiza          | 1   | 0     | 1      | 2     |
| 7    | Dinamarca      | 1   | 0     | 0      | 1     |
| 7    | Nueva Zelanda  | 1   | 0     | 0      | 1     |
| 9    | Bélgica        | 0   | 1     | 0      | 1     |
| 9    | España         | 0   | 1     | 0      | 1     |
| 11   | Australia      | 0   | 0     | 1      | 1     |
| 12   | Suecia         | 0   | 0     | 1      | 1     |
|      | TOTAL          | 14  | 14    | 14     | 42    |